# محافظه مرات
محافظه مرات (به عربی: محافظة مرات) یک منطقهٔ مسکونی در عربستان سعودی است که در استان ریاض واقع شده‌است.